# Toilettenhäuschen Eisenlohrstraße

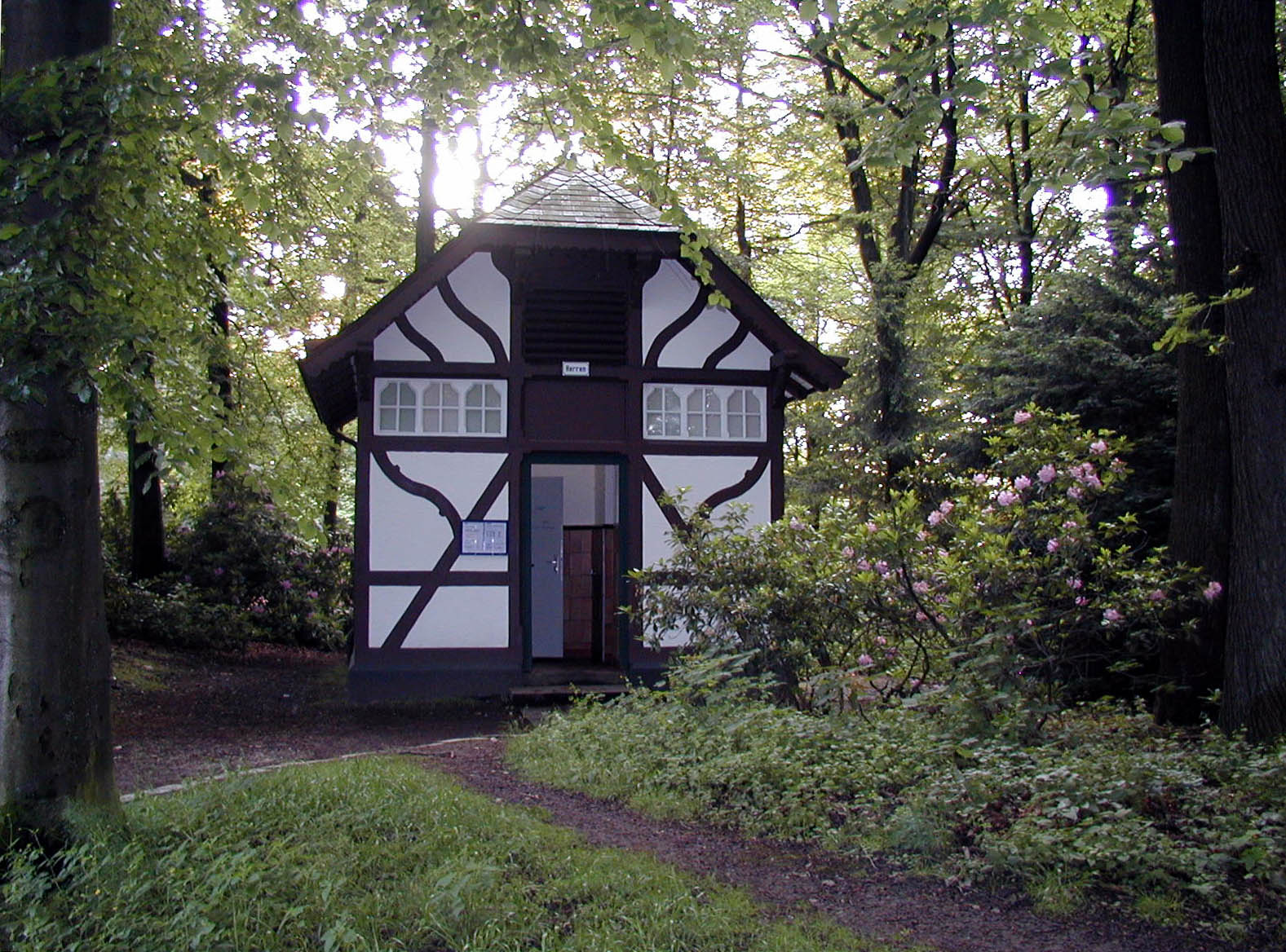
Das Toilettenhäuschen

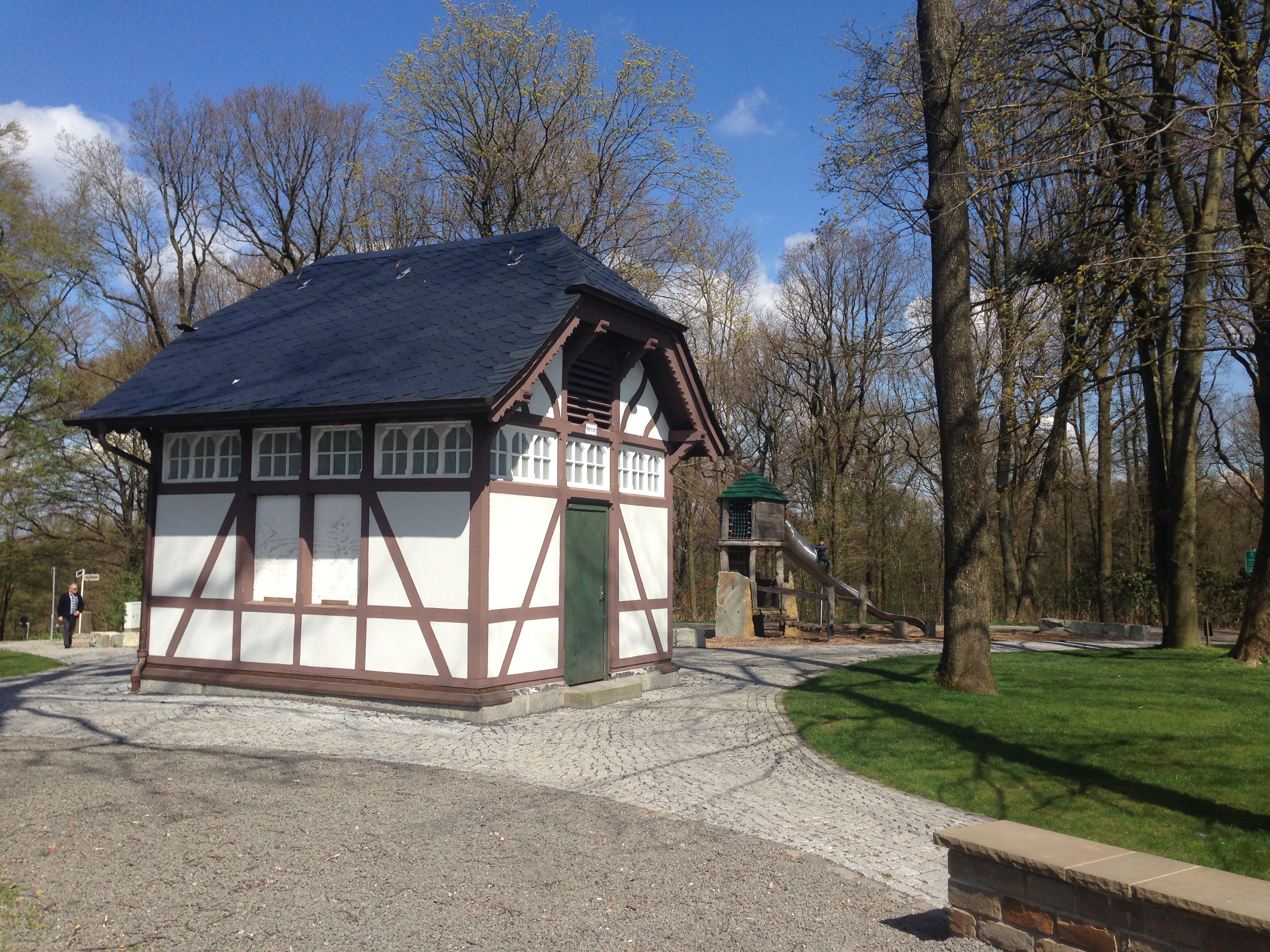
Das Toilettenhäuschen 2016 mit neu gestaltetem Umfeld

Das Toilettenhäuschen Eisenlohrstraße ist eine öffentliche Bedürfnisanstalt in der Eisenlohrstraße im Wuppertaler Stadtteil Barmen, Quartier Lichtenplatz. Es befindet sich auf dem Lore-Jackstädt-Platz in unmittelbarer Umgebung des Toelleturms im Waldbereich der Barmer Anlagen auf 326 Meter ü. NN. Es entstand im Zeitraum 1910 bis 1913 in Fachwerkbauweise mit Krüppelwalmdach und dient bis heute den sanitären Bedürfnissen der Besucher des Parks.
Das Gebäude wurde 1980 saniert und am 24. Februar 1997 von der Stadt Wuppertal als Kulturdenkmal unter Denkmalschutz gestellt.
2012 drohte dem Gebäude aus Gründen der Baufälligkeit und fehlenden Geldern zur Sanierung der Abriss. 2013 stiftete die Jackstädt-Stiftung eine Summe 270.000 Euro für die Sanierung des Toilettenhäuschens mit Einbau einer behindertengerechten Toilette, für den Einbau eines Kiosks im Gebäude und die Anlage eines Waldspielplatzes auf dem Gelände. Die Baumaßnahmen begannen zu Jahresanfang 2014, das Gelände wurde bereits Ende 2013 gerodet. Im April 2017 wurde der Kiosk eröffnet.